# Литвинович Казимир Францевич
Казими́р Фра́нцевич Литвино́вич (1884, Галичина — 29 березня 1938) — урядовий діяч УРСР.

## Життєпис
8 липня 1920 року в Харкові на засіданні політбюро ЦК КП(б)У та Галоркому створили Галицький революційний комітет (Галревком). До складу цього тимчасового уряду так званої Галицької РСР на чолі з Володимиром Затонським увійшли: Іван Немоловський — як секретар, Михайло Баран, Федір Конар, К. Литвинович — як члени уряду.
Ув'язнений в 1930-х роках, покарання відбував в Ухтпечлазі.
11 січня 1938 засуджений на смерть НКВД Архангельської області. Розстріляний, як і більшість із складу уряду Галицької РСР. Похований у болотах Нової Ухтарки.